# 韩熊蛛
韩熊蛛（学名：Arctosa kwangreungnsis）为狼蛛科熊蛛属的动物。分布于韩国以及中国大陆的湖南等地。该物种的模式产地在韩国。